# Meriem Fekkaï
Meriem Fekkaï (parfois orthographié Fekai ou Fekkai ; en arabe : مريم فكاي) est une chanteuse arabophone algérienne née à Alger en 1889 et morte dans la même ville le 18 juillet 1961.

## Biographie
Meriem Fekkaï naît en 1889 à Alger, où elle commence et termine sa carrière musicale. Elle est issue d'une famille originaire de Biskra,
Elle prend exemple, avec Cheikha Tetma et Reinette l'Oranaise, sur Yamna Bent El Hadj El Mahdi (1859-1933), également appelée Mâalema Yamna (« maître Yamna »), première chanteuse algérienne à avoir interprété le répertoire andalou, qui était alors le domaine réservé des hommes. Myriam Fekkaï forme un ensemble musical avec Cheikha Tetma, Reinette l'Oranaise (qui jouait la kuitra), Madame Guigui (qui jouait au piano) ; Fadhéla Dziria rejoint par la suite cet ensemble.
Le genre de musique arabe que pratique Myriam Fekkaï est le M'saam'a, un genre typiquement féminin ; les chanteuses comme elle, comme Mâalema Yamna et Cheikha Tetma sont appelées «m’samaâtes». L'ensemble artistique, qu'elle constitue à partir de 1935, innove en introduisant une forme de prestation musicale et dansée ; jusque-là les cheikhates ne s'occupaient pas de la partie ballet traditionnel.
Elle joue du hawzi, de la musique arabo-andalouse, et met en musique de nombreux poèmes du répertoire algérien.
Fekkaï anime souvent des fêtes familiales et des mariages, ainsi que des intermèdes de spectacles, organisés par Mahieddine Bachetarzi, à partir de 1928. 
Elle commence sa carrière de chanteuse assez tard, mais elle rencontre un très grand succès. Meriem Fekkai meurt le 18 juillet 1961.